# عيسى بن عبد الله مانع الحميري
أ.د. الشيخ/ عيسى بن عبد الله بن محمد بن مانع الحميري هو داعية إسلامي ومؤلف إماراتي ومحقق متخصص في علم الحديث ولديه مجموعة من الكتب المطبوعة منها: تصحيح المفاهيم العقدية في الصفات الإلهية، والإجهاز على منكري المجاز، والنصيحة لمريد العقيدة الصحيحة، والتأمل في حقيقة التوسل، والقول المبين في بيان علو مقام خاتم النبيين.

## المؤهلات العلمية
- حصل على درجة الأستاذية في العام 1437هـ 2015م.
- حصل على درجة دكتوراه الدولة بتقدير (امتياز) مع مرتبة الشرف في الشريعة الإسلامية (الحديث النبوي وعلومه) من جامعة القرويين بالمملكة المغربية عام 2000م.
- حصل على درجة الدكتوراه في (العقيدة الإسلامية) من جامعة لاهور بباكستان.
- حصل على درجة الماجستير بتقدير امتياز مع مرتبة الشرف الأولى في العلوم الإسلامية شعبة الحديث وعلومه من جامعة الخروبة بالجزائر عام 1993م.
- حصل على درجة البكالوريوس في الكتاب والسنة من كلية الشريعة بجامعة أم القرى بمكة المكرمة عام 1982م.
- نال الشهادة الثانوية العامة بدبي عام 1976م.

## الخبرات العملية
- عمل بوظيفة معيد بقسم الدراسات الإسلامية في كلية الآداب جامعة الإمارات العربية المتحدة.
- شغل منصب مساعد المدير العام لدائرة الأوقاف والشؤون الإسلامية بدبي للشؤون الثقافية من عام 1982م إلى عام 1986م.
- شغل منصب نائب المدير العام من عام 1986م إلى عام 1993م.
- شغل منصب المدير العام لدائرة الأوقاف والشؤون الإسلامية بدبي من عام 1993م إلى عام 2002م.
- منح الدرجة الخاصة عام 1995م.
- رئيس اللجنة العليا لمشروع طباعة مصحف الشيخ مكتوم بن راشد آل مكتوم. سابقاً.
- رئيس لجنة التدقيق، والمراجعة النهائية، والطباعة –مصحف الشيخ مكتوم- سابقاً.
- نائب رئيس مجلس إدارة الهيئة العامة للأوقاف بالدولة سابقاً.
- رئيس اللجنة العليا للإفتاء بدائرة الشؤون الإسلامية والعمل الخيري سابقاً.
- مؤسس كلية الإمام مالك للشريعة والقانون بدبي.
- قام بتدريس مساقات الحديث وعلومه بكلية الإمام مالك للشريعة والقانون.
- رئيس تحرير مجلة الضياء الصادرة عن دائرة الشؤون الإسلامية والعمل الخيري سابقاً.
- مشرف عام مجلة المعيار الصادرة عن كلية الإمام مالك للشريعة والقانون.
- رئيس تحرير مجلة الأبحاث الإسلامية الصادرة عن دائرة الشؤون الإسلامية والعمل الخيري سابقاً.
- عضو المجلس الاستشاري لجامعة الصفا- ماليزيا.
- شارك في الكثير من الندوات والمؤتمرات العلمية والفقهية على مستوى العالم الإسلامي.
- قام بالعديد من الرحلات العلمية حول العالم.
- أقام في مكة المكرمة حوالي خمسة عشر عاماً قضاها في تلقي العلم الشرعي على شيوخ البلد الحرام.

## المؤلفات العلمية

كتاب تصحيح المفاهيم العقدية في الصفات الإلهية أو الفتح المبين في براءة الموحدين من عقائد المشبهين في الرد على آراء المشبهة والمجسمة والحشوية.

- التأمل في حقيقة التوسل أو البروق بأن نفي التوسل فسوق وإثباته لذاته دون الله مروق. (عدة طبعات)
- البدعة الحسنة أصل من أصول التشريع. (عدة طبعات)
- بلوغ المأمول في الاحتفاء والاحتفال بمولد الرسول صلى الله عليه وسلم. (عدة طبعات)
- تصحيح المفاهيم العقدية في الصفات الإلهية أو الفتح المبين في براءة الموحدين من عقائد المشبهين. (عدة طبعات)
- الإجهاز على منكري المجاز. (طبع)
- تحقيق كتاب الرياض النضرة في مناقب العشرة (مناقب أبو بكر الصديق) لمحب الدين الطبري، تحقيق ودراسة (رسالة ماجستير) طبع في مجلدين.
- القول الصحيح في صلاة التراويح. (عدة طبعات)
- القول المبين في علو مقام سيد المرسلين. (طبع)
- لباب النقول في طهارة العطور الممزوجة بالكحول. (طبع)
- مختصر الإجهاز على منكري المجاز. (طبع)
- مختصر تصحيح المفاهيم العقدية. (طبع)
- النصيحة لمريد العقيدة الصحيحة. (عدة طبعات)
- إتمام النصيحة لمريد العقيدة الصحيحة. (طبع)
- منزلة آل بيت النبي صلى الله عليه وسلم. (دراسة منهجية مع السخاوي في كتابه استجلاب ارتقاء الغرف بحب أقرباء الرسول ذوي الشرف). رسالة دكتوراه (طبع مرتين)
- معراج الوصول إلى باب الرسول. (ديوان شعر في مدح النبي صلى الله عليه وسلم) (طبع مرتين)
- الفتوحات الربانية في السيرة النبوية.
- القلائد في تحرير الفرائد في العقيدة.
- نور البدايات وختم النهايات. (طبع)
- رسائل السلام بالتعريف بدين الإسلام. (طبع وترجم إلى أكثر من لغة)
- رؤيا النبي حق إلى قيام الساعة. (طبع)
- إتحاف الأنام بأول نظم في مدح خير الأنام.
- جمانة الربيع في مولد الشفيع. (نظم تم طبعها وتسجيلها على أشرطة وأقراص مدمجة)
- تحقيق الجزء المفقود من مصنف عبد الرزاق. (طبع)
- عون الله الأوفى بشرح كتاب المقصد الأسنى في كشف المعنى عن سر أسماء الله الحسنى. (طبع)
- الرياض النضرة في مناقب العشرة. (مناقب سيدنا عمر وبقية العشرة) تحقيق وتخريج.. قيد الإنجاز.
- الرابطة الروحية عند الصوفية.
- شرح منظومة درة الكمال في عقائد الرجال.

كما أشرف وشارك وساهم وقدم لأكثر من مائة كتاب وبحث علمي.

## الأنشطة العامة
- المشاركة في العديد من المؤتمرات والندوات.
- المشاركة في العديد من الحلقات التلفزيونية وإلقاء العديد من المحاضرات في الأندية والمراكز الثقافية.
- رئيس اللجنة العليا للإفتاء في إمارة دبي لأكثر من عشرين سنة.